# Béb
Béb là một thị trấn thuộc hạt Veszprém, Hungary. Thị trấn này có diện tích 7,04 km², dân số năm 2010 là 260 người, mật độ 37 người/km².